# Kurt Behnke
Kurt Behnke (* 18. Februar 1899 in Stolp, Pommern; † 10. Dezember 1964 in West-Berlin) war ein deutscher Jurist. In der Zeit des Nationalsozialismus war er Vertreter der Obersten Dienststrafbehörde beim Reichsdienststrafhof und Kommentator der Reichsdienststrafordnung, die zusammen mit dem nationalsozialistischen Beamtengesetz von 1937 in Kraft trat. Nach dem Krieg wurde er Leiter der Beamtenrechtsabteilung im Bundesministerium des Innern, war 1950 maßgeblich an der Ausarbeitung des sogenannten Adenauer-Erlasses beteiligt und von 1953 bis zu seinem Tod Präsident des Bundesdisziplinarhofes.

## Leben
Behnke war der Sohn eines Konrektors. Er beendete seine Schullaufbahn an einem humanistischen Gymnasium. Von 1917 bis 1918 nahm er als Soldat am Ersten Weltkrieg teil und studierte danach Rechtswissenschaften an den Universitäten Greifswald und Berlin. Nach dem Rechtsreferendariat am Kammergericht Berlin war er von 1922 bis 1927 Hilfsrichter am Amts- und Landgericht Stettin. 1926 promovierte er zum Dr. jur.
1928 trat Behnke in die Deutsche Demokratische Partei ein, die er aber 1930 bereits wieder verließ. Ab 1928 war er Justitiar des Regierungsbezirks Schleswig und 1929 des Regierungsbezirks Magdeburg. Im Anschluss arbeitete er bis 1932 als wissenschaftlicher Hilfsarbeiter im Preußischen Ministerium für Handel und Gewerbe. 1932 wurde er Vertreter der Obersten Dienststrafbehörde beim Preußischen Oberverwaltungsgerichtshof.
Seit 1930 war er verheiratet, das Ehepaar bekam eine Tochter.

### Zeit des Nationalsozialismus
Im Rahmen seiner Tätigkeit als Vertreter der Obersten Dienststrafbehörde, zunächst beim Preußischen Oberverwaltungsgerichtshof, ab 1937 beim Reichsdienststrafhof trug Behnke, so der Historiker Dominik Rigoll, seit Beginn der nationalsozialistischen Herrschaft „zur Säuberung des Staatsdienstes von Demokraten“ bei. 1937 verfasste er einen Kommentar zur Reichsdienststrafordnung des Beamtengesetzes, bei dem Behnke, obwohl er selbst nicht der NSDAP angehörte, sondern sich nur für die NS-Volkswohlfahrt engagierte, zum Maßstab machte, „was er und andere NS-Juristen zuvor praktiziert hatten“. Die Reichsdienststrafordnung mit Behnkes Kommentar forderte wegen des Treueverhältnisses der Beamten zum nationalsozialistischen Staat, den Umgang mit Juden auf das dienstlich unvermeidliche Ausmaß zu beschränken. Jeder darüber hinausgehende Kontakt, etwa die „Inanspruchnahme jüdischer Ärzte“ sei als „schweres Dienstvergehen“ zu ahnden. Behnke hatte in seinem Kommentar extreme, auf rassistischer Grundlage getroffene Entscheidungen der NS-Justiz zusammengestellt und so Beamten die Option genommen, sich auf Unkenntnis dieser Urteile zu berufen, falls sie sich wegen judenfreundlicher Einstellungen verantworten mussten.
Während des Zweiten Weltkrieges war er von 1941 bis 1945 in der Zentralabteilung des Amtes Ausland/Abwehr beim Oberkommando der Wehrmacht tätig.

### Nachkriegszeit
Nach seiner Kriegsgefangenschaft arbeitete Behnke 1947 bis 1948 als Richter am Verwaltungsgericht Ansbach. Danach wurde er Referatsleiter in der Wirtschaftsverwaltung des von den Amerikanern und Briten besetzten Vereinigten Wirtschaftsgebietes. Von 1948 bis 1949 war er Präsident des Senats beim Dienststrafhof bei der Personalverwaltung der Bizone. Nach Gründung der Bundesrepublik Deutschland war er als Ministerialdirigent von 1949 bis 1953 Abteilungsleiter für Beamten- und Personalrecht im Bundesministerium des Innern. In dieser Funktion war er maßgeblich an der konkreten Ausarbeitung des sogenannten Adenauer-Erlasses vom 19. September 1950 beteiligt, der Angehörigen des öffentlichen Dienstes untersagte, Mitglied in einer von der Bundesregierung als verfassungsfeindlich angesehenen Organisation zu sein. Dieser Erlass richtete sich zwar auch gegen neonazistische Organisationen, legte aber den Schwerpunkt auf Mitgliedschaft in Organisationen, die als kommunistisch angesehen wurden, neben der KPD die FDJ, der Kulturbund und die Vereinigung der Verfolgten des Naziregimes (VVN). Die bloße Mitgliedschaft in einer dieser Organisationen sollte ohne Prüfung des Einzelfalles zur Entlassung aus dem öffentlichen Dienst führen. Behnke trat jeder differenzierten Vorgehensweise bei der Durchführung des Erlasses entgegen. Der Erlass, so Behnke in einer Besprechung am 27. November 1950, sei „so durchzuführen, dass möglichst wenige durch die Maschen gehen“. Im Übrigen habe das Bundesverfassungsgericht „mit dieser Angelegenheit gar nichts zu tun“, da die Artikel 18 und 21 des Grundgesetzes sich „nur auf Staatsbürger als solche“ beziehen würden. Bei der Zielgruppe des Erlasses gehe es aber um „Staatsbedienstete“, deren „Grundrechte bereits so weit eingeschränkt“ seien, „als ihr Gebrauch dem öffentlich-rechtlichen Treueverhältnis widerspricht“.
Von 1953 bis 1964 war Behnke Präsident des Bundesdisziplinarhofes und hatte in dieser Funktion den Ruf eines „strengen Richter[s]“. Am 2. Dezember 1964 beantragte der Bundesminister des Innern, Hermann Höcherl, beim Dienstgericht des Bundes beim Bundesgerichtshof gegen Behnke wegen „sittlicher Verfehlungen“, das heißt außerehelicher sexueller Beziehungen, die Einleitung eines Disziplinarverfahrens bzw. ein Amtsenthebungsverfahren und die vorläufige Dienstenthebung. Hintergrund dafür war eine befürchtete Erpressung durch die Hauptverwaltung A (HVA) des MfS der DDR, weil es im Umfeld Behnkes Anhaltspunkte für Agenten der HVA gab, insbesondere seine Sekretärin und Geliebte. Nach einem missglückten Selbstmordversuch am 3. Dezember 1964 erhängte sich Behnke in der Nacht zum 10. Dezember 1964.

## Schriften
- Die Gleichheit der Länder im deutschen Bundesstaat. Rechts- und staatswissenschaftliche Dissertation, Universität Greifswald 1926 (veröffentlicht unter dem Titel Die Gleichheit der Länder im deutschen Bundesstaatsrecht : Eine staatsrechtliche Studie auf rechtsvergleichender Grundlage. Struppe & Winckler, Berlin 1926)
- (Zusammen mit Friedrich Everling) Die preußische Beamtendienststrafordnung in der ab 1. Oktober 1934 geltenden Fassung : Textausgabe mit einer Einleitung Hinweisen und Sachregister. de Gruyter, Berlin 1934
- Reichsdienststrafordnung vom 26. Januar 1937: Kommentar für die Praxis. 2. völlig neubearbeitete und erweiterte Auflage. C. Heymann, Berlin 1940
- Bundesdisziplinarordnung (BDO) in der vom 1. September 1953 geltenden Fassung. Kohlhammer, Stuttgart 1954